# Matías González
Matías González (Artigas, 1925. augusztus 6. – Montevideo, 1984. május 12.) világbajnok uruguayi labdarúgó, hátvéd.

## Pályafutása

### Klubcsapatban
1947 és 1957 között a Cerro labdarúgója volt.

### A válogatottban
1949 és 1956 között 30 alkalommal szerepelt az uruguayi válogatottban. Az 1950-es brazíliai világbajnokságon aranyérmes, az 1953-as Copa Amércián bronzérmes lett a csapattal.

## Sikerei, díjai
Uruguay
- Világbajnokság
  - aranyérmes: 1950, Brazília
- Copa América
  - bronzérmes: 1953, Peru